# حمام سرای هریس
حمام سرای هریس مربوط به دوره پهلوی است و در شهرستان هریس، بخش مرکزی، دهستان بدوستان غربی، غرب روستای سرای واقع شده و این اثر در تاریخ ۷ خرداد ۱۳۸۷ با شمارهٔ ثبت ۲۲۸۵۳ به‌عنوان یکی از آثار ملی ایران به ثبت رسیده است.